# Satu Nou (okręg Mehedinți)
Satu Nou – wieś w Rumunii, w okręgu Mehedinți, w gminie Punghina. W 2011 roku pozostawała niezamieszkana.